# Korkeasaari (ö i Pihtipudas, Muurasjärvi)
Korkeasaari är en ö i Finland. Den ligger i sjön Muurasjärvi och i kommunen Pihtipudas i den ekonomiska regionen  Saarijärvi-Viitasaari och landskapet Mellersta Finland, i den centrala delen av landet, 400 km norr om huvudstaden Helsingfors. Öns area är 0,6 hektar och dess största längd är 90 meter i nord-sydlig riktning.